# Victoriavävare
Victoriavävare (Ploceus castanops) är en fågel i familjen vävare inom ordningen tättingar.

## Utseende och läte
Victoriavävare är en rätt liten och slank vävare, med tunn näbb och ljust öga. Hane i häckningsdräkt är karakteristisk, bjärt gulfärgad med kastanjebrunt ansikte. Honan, ungfågeln och hanen utanför häckningstid är mycket mer färglösa, men uppvisar streckning på ryggen och är ljusa överlag. Den skiljs från andra vävare genom det ljusa ögat, våtmarksmiljön samt storlek och form. Läten är typiska för vävare, "chek"-toner och en sång som kan liknas vid radiostörningar. 

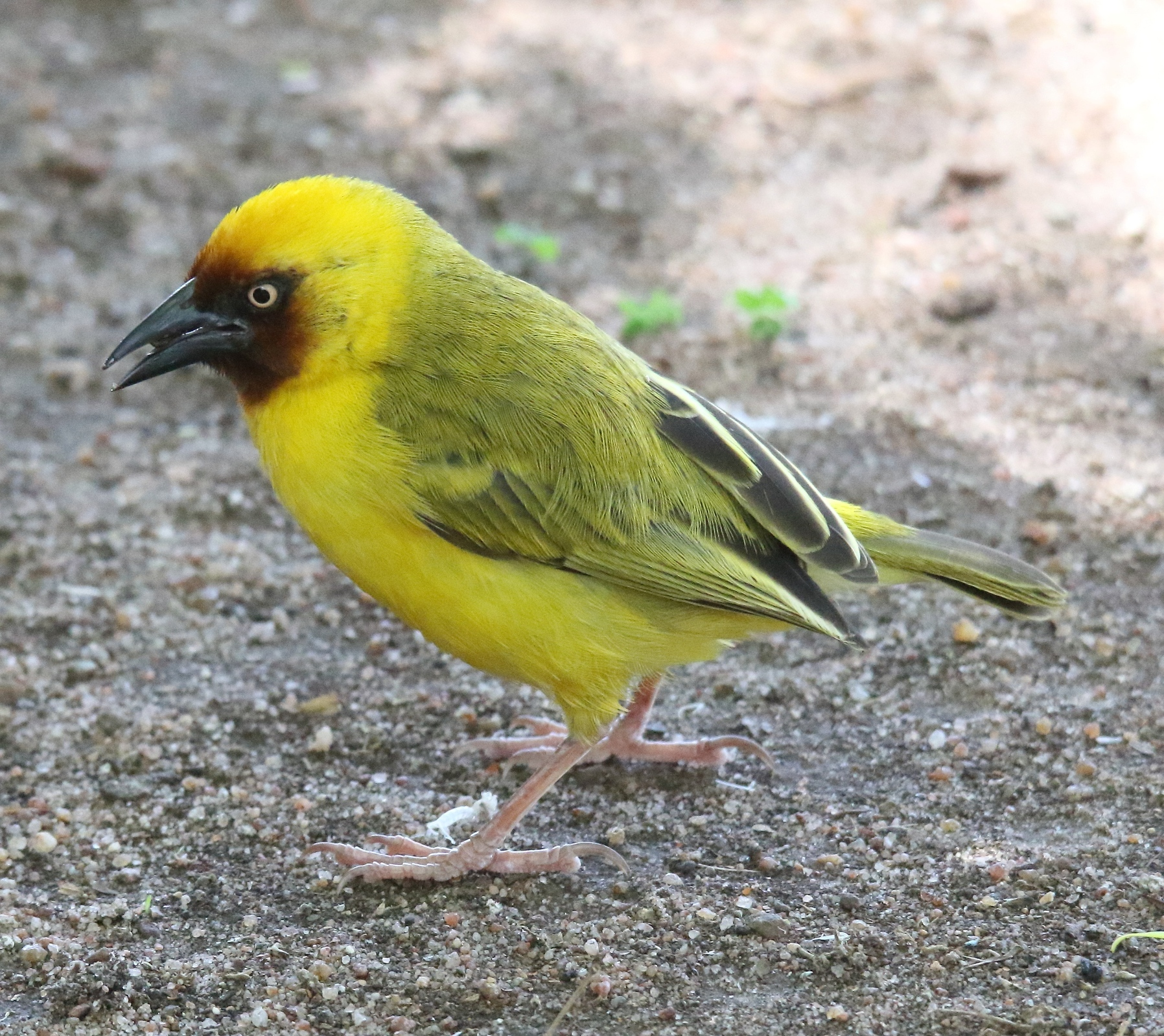

## Utbredning och systematik
Fågeln förekommer från östra Demokratiska republiken Kongo till Uganda, Rwanda, västra Kenya och nordvästra Tanzania. Den behandlas som monotypisk, det vill säga att den inte delas in i några underarter.

## Levnadssätt
Victoriavävaren hittas huvudsakligen i våtmarker, men kan sprida sig till kringliggande torrare marker. Den ses nästan alltid i flockar. 

## Status
Arten har ett stort utbredningsområde och beståndet anses vara stabilt. Internationella naturvårdsunionen IUCN listar den därför som livskraftig (LC).

## Namn
Namnet syftar på Victoriasjön.